# Marc Quintili Var (tribú consular)
Marc Quintili Var (en llatí: Marcus Quinctilius L. f. L. n. Varus) va ser un magistrat romà del segle v aC. Formava part de la gens Quintília, una antiga gens romana d'origen patrici i portava el cognomen de Var.
Va ser elegit tribú amb potestat consolar l'any 403 aC. Així ho diuen els Fasti Capitolini i Titus Livi.